# 锡耶纳主教座堂钟楼
43°19′04″N 11°19′45″E / 43.317669°N 11.329134°E

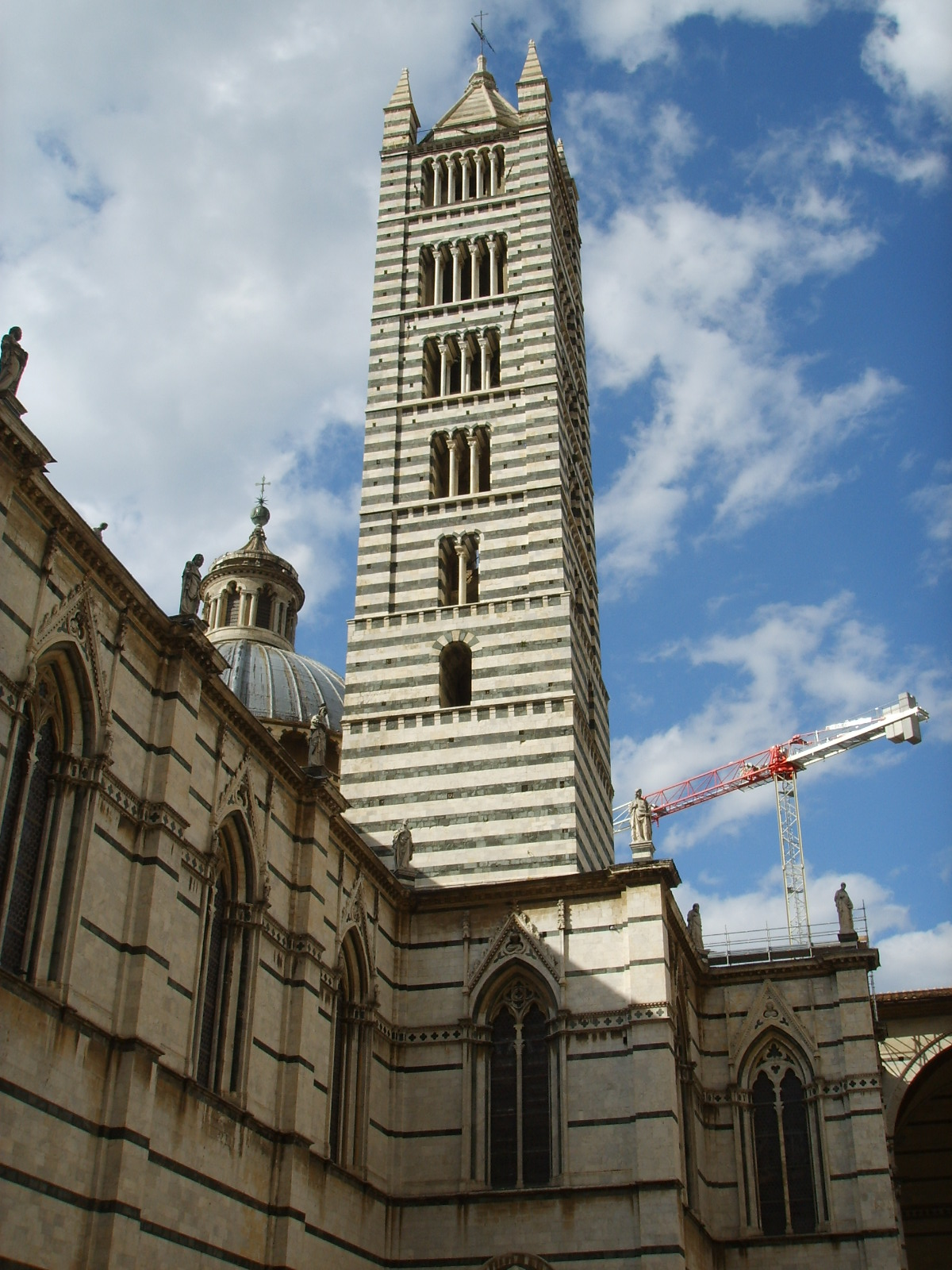
锡耶纳主教座堂钟楼

锡耶纳主教座堂钟楼耸立在锡耶纳的主教座堂广场，凭借其77米的高度，是这个城市最著名的地标之一，该市另一著名高塔是曼吉亚塔楼（88米）。
该钟楼为罗曼式，是主教座堂最古老的部分，完成于1313年。它是绿色和白色大理石的乐章，有六排窗口。
顶部为尖八角形的金字塔。
钟楼有6口大钟，形成了一个全音阶。